# Turčianske Jaseno
Turčianske Jaseno este o comună slovacă, aflată în districtul Martin din regiunea Žilina. Localitatea se află la altitudinea de 508 m deasupra n.m., se întinde pe o suprafață de 20,7 km2 și în 2017 număra 400 de locuitori. Se învecinează cu comuna Horný Kalník.

## Istoric
Localitatea Turčianske Jaseno este atestată documentar din 1249.

## Demografie
| An:                | 1994 | 2004   | 2014   | 2024    |
| ------------------ | ---- | ------ | ------ | ------- |
| Număr de persoane: | 346  | 354    | 365    | 478     |
| Diferență:         |      | +2,31% | +3,10% | +30,95% |

| An:                | 2023 | 2024   |
| ------------------ | ---- | ------ |
| Număr de persoane: | 470  | 478    |
| Diferență:         |      | +1,70% |